# Bala de cañón de Newton

La bala de cañón de Newton fue un experimento mental que Isaac Newton usó para hipotetizar que la fuerza de la gravedad era universal, y que era la fuerza clave para el movimiento planetario. Apareció en su libro Un tratado del sistema del mundo.

## Experimento mental

Velocidad de la bala de cañón a 11.200 m/s lanzada horizontalmente desde la montaña muy alta de Newton

En este experimento de su libro (pp. 5-8), Newton visualiza un cañón en la cima de una montaña muy alta. Si no hubiera fuerzas de gravitación o resistencia al aire, la bala de cañón debería seguir una línea recta lejos de la Tierra, en la dirección en que fue disparada. Si una fuerza gravitacional actúa sobre la bala, seguirá un camino diferente dependiendo de su velocidad inicial. Si la velocidad es baja, simplemente volverá a caer en la Tierra. En las animaciones se muestran las trayectorias, por ejemplo, para velocidad inicial de 0 a 6000 m/s.
 Si la velocidad inicial llega al valor de la velocidad orbital a dicha altitud, la bala continuará dando vueltas alrededor de la Tierra a lo largo de una órbita circular fija, al igual que la Luna. Véase la siguiente animación, para una velocidad horizontal de aproximadamente 7300 m/s.

Velocidad de la bala de cañón a 0 m/s, lanzada horizontalmente desde la montaña muy alta de Newton

Velocidad de la bala de cañón a 6000 m/s, lanzada horizontalmente desde la montaña muy alta de Newton

Velocidad de la bala de cañón a 7300 m/s, lanzada horizontalmente desde la montaña muy alta de Newton

Si la velocidad es más alta que la velocidad orbital, pero no lo suficientemente alta como para abandonar la Tierra por completo (más baja que la velocidad de escape), la bala continuará girando alrededor de la Tierra a lo largo de una órbita elíptica. La siguiente animación muestra el caso de velocidad horizontal de 7300 a aproximadamente 10 000 m/s, para la Tierra.

Velocidad de la bala de cañón a 8000 m/s, lanzada horizontalmente desde la montaña muy alta de Newton

Si la velocidad inicial es muy alta, dejará la Tierra en una trayectoria parabólica (a la velocidad de escape exacta) o hiperbólica. A continuación se muestra una animación del caso de, por ejemplo, una velocidad horizontal de más de 10.000 m/s, para la Tierra.

## Otras menciones
Se incluyó una imagen de la página del Sistema del Mundo en el Disco de oro de las Voyager, la cual muestra el diagrama de Newton de este experimento.

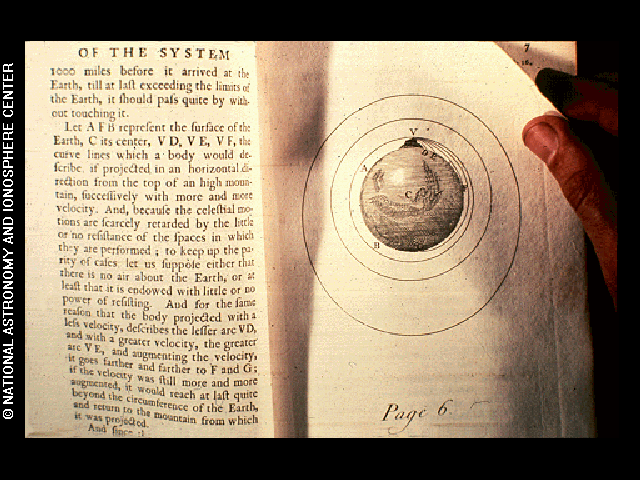
Fotografía de la página 6 del Philosophiæ Naturalis Principia Mathematica, Volumen 3, De mundi systemate (Sobre el sistema del mundo), de Newton. Es parte de la colección de imágenes en el disco de oro de las Voyager que se está llevando al espacio profundo a bordo de las naves espaciales.